# بمب‌گذاری ۱۳۸۹ در زاهدان
دو انفجار انتحاری در زاهدان در ۲۴ تیر ۱۳۸۹ باعث کشته‌شدن ۲۷ نفر و زخمی‌شدن ۱۶۹ نفر شد. علی عبدالهی معاون وزیر کشور وقت ایران خبر از کشته و زخمی شدن چند عضو سپاه پاسداران در این میان داد. این حادثه در مقابل مسجد جامع زاهدان و هم‌زمان با جشن تولد حسین بن علی  امام سوم شیعیان ( روز پاسدار)  و حدود یک ماه بعد از اعدام  عبدالمالک ریگی  سرکرده سابق گروه جندالله  رخ داد.
جندالله مسئولیت این انفجارها را برعهده گرفت. این گروه نام بمب‌گذاران انتحاری را محمد ریگی و عبدالباسط ریگی اعلام نموده و مدعی است که بمب‌ها در میان اعضای سپاه پاسداران که برای گرامیداشت «روز پاسدار» گردهم آمده بودند، منفجر شدند.
در همین راستا نیروهای پلیس، ۴۰ مظنون به دست‌داشتن در بمب‌گذاری را دستگیر کردند.

## واکنش‌ها
- ایران
- کاظم صدیقی، امام جمعه موقت تهران در روز ۲۵ تیر ۱۳۸۹ در خطبه‌های نماز جمعه انفجارهای زاهدان را با ماجرای شهرام امیری مرتبط دانست و آمریکا را مسئول این حملات اعلام نمود.[۸]
- عبدالحمید اسماعیل‌زهی(مولانا عبدالحمید)، امام جمعه اهل سنت مسجد مکی زاهدان انفجار انتحاری این شهر را بشدت محکوم کرد.[۹]
- جبهه مشارکت به عنوان گروه مخالف و رقیب سیاسی دولت، با صدور بیانیه‌ای و با اشاره به ادعای تقلب در انتخابات گذشته که با لفظ کودتا بیان نمود با ابراز انزجار از این حادثه عامل آن را سیاست‌های ضعیف امنیتی دولت وقت دانست. در این بیانیه آمده: «چاره اصلی در کنار گذاشته شدن کودتاگرانی است که ناکارآمدی آن‌ها در تأمین اولیه‌ترین نیازهای مردم یعنی امنیت، نان و آزادی به اثبات رسیده‌است.»[۱۰]
- میرحسین موسوی، در پیامی ضمن محکوم کردن این حادثه با آسیب دیدگان ابراز همدردی نمود.[۱۱]
- ایالات متحده آمریکا: باراک اوباما، رئیس‌جمهور ایالات متحده در حالیکه یکی از مظنونان همکاری با گروه ریگی قرار داشت با صدور بیانیه‌ای ضمن ادعای برائت از این حمله همه اشکال تروریسم را محکوم نمود و اعلام نمود: «آمریکا در کنار خانواده‌ها و کسانی که عزیزانشان کشته و مجروح شده‌اند و نیز در کنار مردم ایران در مقابل این بی عدالتی ایستاده است.»[۸]
- اتحادیه اروپا: کاترین اشتون انگلیسی، سرپرست سیاست خارجی اتحادیه اروپا با بزدلانه خواندن این نوع حملات گفت که از شنیدن این خبر شوکه شده و معتقد است که چنین حملاتی به هیچ عنوان قابل توجیه نیست.[۸]
- کانادا: وزیرخارجه کانادا با محکومیت این انفجارها و تروریستی خواندن آن، ابراز امیدواری کرد که عاملان این اقدامات خشونت‌آمیز مورد محاکمه قرار گیرند.[۱۲]
- اردن:عبدالله دوم پادشاه اردن انفجارهای تروریستی پنجشنبه شب ۲۴ تیر ۱۳۸۹ در مسجد جامع زاهدان که منجر به شهادت شماری از مردم بی گناه شد را به شدت محکوم کرد.[۱۳]
- حزب‌الله: سید حسن نصرالله، «کشته شدن جمعی از مردم بیگناه ایران در این حادثه تروریستی» را تسلیت گفت. وی دستگاه‌های اطلاعاتی آمریکا را در وقوع این رویداد مجرم دانست.[۱۴]
- شورای امنیت، با انتشار بیانیه‌ای این اقدام را عملی تروریستی خواند و آن را محکوم کرد.[۱۵]

## استعفای سه نماینده
در پی وقوع این حادثه عباسعلی نورا، حسین‌علی شهریاری و پیمان فروزش سه تن از نمایندگان سیستان و بلوچستان به دلیل عدم توانایی دولت در کنترل و حفظ امنیت این استان از سمت خود استفعا دادند.
شهریاری دلیل استفعای خود را این‌گونه گفت که:"با وجود پیگیری‌های فراوان اینجانب، متأسفانه مسئولان نتوانستند حداقل وظیفه خود را که همانا حفظ امنیت جان و مال مردم است، انجام دهند."
- حسینعلی شهریاری که به همراه عباسعلی نورا و پیمان فروزش از نمایندگی زاهدان استعفا داده بود، در نطق امروز خود اعلام کرد که با توصیه رهبری استعفایش را پس گرفته[۱۹]

## عدم تسلیت رئیس جمهور
در حالیکه دولت احمدی نژاد برای آرام کردن فضای تنش آلود جامعه که در اثر ادعای تقلب در انتخابات گذشته و فعالیت گروه‌های مخالف دولت در سطوح سیاسی، اجتماعی و امنیتی به وجود آمده، سیاست سکوت را در پیش گرفته بود، در پی وقوع این انفجارها و کشته شدن بیش از بیست و هشت تن همچنان سکوت خود را ادامه داد و با عدم تسلیت رئیس‌جمهور به مردم زاهدان، انتقادهای بیشتری را از سوی مخالفان و رسانه‌هایی مانند بی‌بی‌سی فارسی، بخش فارسی صدای آمریکا و رسانه‌ها و روزنامه‌ها برانگیخت به‌طوری‌که عباسعلی نورا نماینده مردم زابل گفت: آیا خون مردم مظلوم سیستان و بلوچستان از خون مردم بورکینافاسو کم رنگ تر است که رئیس‌جمهور به خاطر اتفاقات این کشور به آن‌ها تسلیت می‌گوید اما به مردم زاهدان نه؟

## دستگیری عوامل
در تاریخ ۴ آبان ۱۳۸۹ مدیرکل اداره اطلاعات سیستان و بلوچستان، خبر از دستگیری ۳ تن از عوامل مشارکت‌کننده در این اقدام داد. وی جرایمی از قبیل تهیه امکانات و تجهیزات مورد نیاز بمب‌گذاران، مثل کمربند انفجاری را برشمرد. به گزارش از همشهری آنلاین طبق ادعای دادستان زاهدان این افراد اعتراف کرده‌اند که تحت تأثیر تبلیغات سیاسی دشمنان ایران قرار گرفته و دست به این اقدام زده‌اند.